# John Taverner
John Taverner (kolem 1490 v Lincolnshire - 18. října 1545 Boston v Lincolnshire) byl anglický renesanční hudební skladatel.

## Život
O Tavernerově životě se ví jen málo. V letech 1524/25 byl členem kolegiálního sboru v Tattershallu na jihu anglického hrabství Lincolnshire. Biskup z Lincolnu ho v roce 1525 navrhl jako sbormistra pro nově založenou Cardinal's College (nyní Christ Church College and Cathedral) v Oxfordu. Pro podezření z existence kacířských (luteránských) skupin na škole byla univerzita převzata do správy krále a Taverner ji opustil v roce 1530.
V roce 1536 se Taverner objevuje v záznamech města Boston v hrabství Lincolnshire. Bohatá farnost kostela sv. Botolfa měla sbor 30 zpěváků. Církev však královskými nařízeními zchudla, a proto tam Tavernovo zaměstnání v roce 1537 skončilo. Taverner však zůstal v Bostonu. Byl v kontaktu s Thomasem Cromwellem, protestantským ministrem anglického krále Jindřicha VIII. Jeho jménem pak v roce 1534 rušil kláštery v oblasti Bostonu.

## Dílo
Jako skladatel se Taverner věnoval výhradně církevní hudbě. K jeho nejdůležitějším dílům patří:
- Missa Gloria tibi Trinitas (6 hlasů)
- Mše na Westron Wynde (4 hlasy)
- Missa sine nomine (4 hlasy)
- Mše na Playn Song (4 hlasy)

Mši Gloria tibi Trinitas vděčí anglická instrumentální hudba za tzv. In nomine, což byla mezi lety 1540 a 1700 jedna z nejpopulárnějších tamních forem. Sahá až k zhudebnění textu in nomine Domini (ve jménu Páně) v části Sanctus této mše, které pak anonymní skladatel přepsal pro soubor viol da gamba. Mnoho jiných skladatelů pak komponovalo variace a nová aranžmá tohoto díla, které odrážely stylistický vývoj anglické instrumentální hudby. In nomine složil ještě Henry Purcell (1659–1695). Se zmizením gambových těles z anglické instrumentální hudby také skončila tradice tohoto žánru. Ve 20. století se ho opět ujali skladatelé jako Peter Maxwell Davies a Gavin Bryars.
Dobásněný Tavernerův životní příběh se stal tématem opery Taverner Petera Maxwella Daviese, která měla premiéru v roce 1972.